# Maliq
Maliq kisváros Albánia délkeleti részén, Korça városától 7 kilométerre délnyugatra, Korça megyében. Maliq község és alközség központja. A 2011-es népszámlálás alapján az alközség népessége 4290 fő.

## Fekvése
825 méteres tengerszint feletti magassággal az ország egyik legmagasabban fekvő városa, a Korçai-medence nyugati peremén, a Devoll és a Dunavec folyók találkozásának közelében.

## Története
Régészeti ásatások során Maliq környékéről kerültek elő az Albániából ismert egyik legrégibb, újkőkorszak beli letelepedett földműves közösség települései és cölöpházai. Ugyanonnan kezdetleges terrakottafigurák is kerültek elő.
A hegyektől körbeölelt település a 20. század közepéig jelentéktelen falu volt a Maliqi-tó délnyugati partján. Az első világháborúban, 1916-ban gyakori ütközetek helyszíne volt Maliq vidéke, ahol az Albánia ellen vonuló szerb, később pedig a bolgár hadsereg építette ki hadállásait. A tavat 1948–1949-ben lecsapolták, s helyén megindult a cukorrépa nagyüzemi szántóművelése, valamint felépült az erre épülő cukorkombinát. Bár a kisváros lakói ma is mezőgazdasági tevékenységet folytatnak, a cukorgyár az 1990-es években bezárt.